# レグール
レグール (regur) は、玄武岩が風化してできた土である。間帯土壌のひとつ。保水力が大きいため、農業に適している。特に黒色土で肥沃なことから綿花の栽培に適している。その特徴から黒色綿花土と呼ばれることもある。この土壌の分布域は熱帯に多く、特にインドのデカン高原が有名。デカン高原では綿花のほかに、落花生も栽培されている。